# Michel Pont
Michel René Pont est un footballeur et entraîneur suisse né le 19 juin 1954. 
Il est originaire de Carouge dans le canton de Genève en Suisse. Il a été l'assistant d'Ottmar Hitzfeld, le sélectionneur de l'équipe nationale suisse depuis 2008. Il occupait déjà ce poste depuis le 1er juillet 2001 auprès de son prédécesseur, Köbi Kuhn. Il est également consultant pour la Télévision suisse romande. 
Michel est le père de Tibert Pont, joueur de football professionnel.

## Carrière

### Joueur
- Étoile Carouge FC
- CS Chênois

### Entraîneur
- FC Perly-Certoux
- FC Grand-Lancy
- CS Chênois
- Étoile Carouge FC
- Servette FC (entraîneur-adjoint)
- FC Lugano
- Suisse (entraîneur-adjoint)[1] 2001-2014

Il se porte candidat à la succession d'Ottmar Hitzfeld en 2013 mais sa candidature n'est pas retenue.

## Palmarès

### Joueur
- Promotion en Ligue Nationale A avec Étoile Carouge FC en 1977

### Entraîneur-adjoint
- Champion de Suisse avec Servette FC en 1994
- Se qualifie pour l'Euro 2004, et dispute l'Euro 2008 avec la Suisse
- Se qualifie pour les Coupes du monde 2006, 2010 et 2014 avec la Suisse (8e de finale en 2006 & 2014)